# Шахбази, Ширана
Ширана Шахбази (англ. Shirana Shahbazi, 1974, Тегеран) — иранский фотограф.

## Биография
В 1985 году вместе с семьёй переехала в Германию. Училась фотографии в Дортмунде (1995—1997) и Цюрихе (1997—2000). В настоящее время живёт в Швейцарии.

## Творчество
В портретах и натюрмортах нередко использует живописные мотивы голландских и фламандских художников XVII в.
Персональные выставки в Лондоне (2001), Лозанне и Цюрихе (2002), Бонне, Дублине и Чикаго (2003), Женеве и Нью-Йорке (2004), Лугано и Тегеране (2005), Ганновере (2006).

## Признание
- 2002 — Банковская премия в Лондоне
- 2003 — премия Федеральной биржи в Германии

## Альбомы
- Goftare Nik/Good Words. Zürich: Codax Publisher, 2001
- Accept the expected. Köln: W. König, 2005